# Campionato Italiano di Football
Il Campionato Italiano di Football, noto anche come Campionato Nazionale di Football e Campionato Federale di Football, è stato il livello unico del campionato italiano di calcio dal 1898 al 1903. In questo periodo storico, la squadra campione d'Italia ricevette come trofei la Coppa Duca degli Abruzzi (dal 1898 al 1900) e la Coppa Fawcus (dal 1901 al 1903).

## Storia
Il 26 marzo 1898 a Torino nasceva la Federazione Italiana del Football (FIF), sotto la presidenza dell'ingegnere Mario Vicary, formata dai rappresentanti di Torinese, Internazionale Torino, Ginnastica Torino e Genoa, allo scopo di organizzare le attività calcistiche e di garantire il rispetto delle regole del gioco. La sede della FIF - che nel 1909 assunse il nome di FIGC, Federazione Italiana Giuoco Calcio - fu stabilita a Torino presso l'emporio di Adolf Jourdan specializzato nella vendita di scarpe, cappelli, "chincaglierie in generi di lusso, finticolli, polsini, cravatte e camicie". Primo atto della neonata Federazione fu l'istituzione del campionato italiano di calcio, dedicato al duca degli Abruzzi.

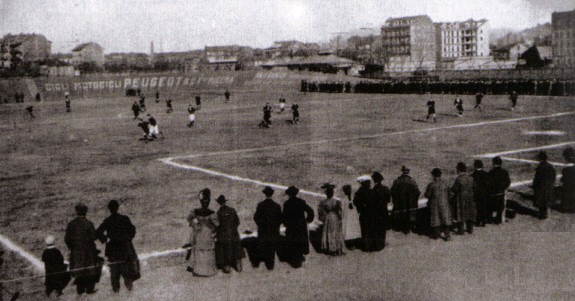
Il Velodromo Re Umberto, scenario del primo campionato italiano (1898).

La prima edizione del torneo federale di football ebbe luogo al Velodromo Umberto I di Torino in una sola giornata (l'8 maggio 1898) e con la partecipazione di quattro formazioni (Torinese, Internazionale Torino, Genoa e Ginnastica Torino): il Genoa prevalse contro l'Internazionale nella partita finale per 2 reti a 1, dopo i tempi supplementari, aggiudicandosi il titolo nazionale.
Sia il primo torneo, chiusosi in una sola giornata, sia i successivi erano strutturati su un sistema a eliminazione diretta, sul modello della Coppa d'Inghilterra. A partire dal 1899 a primi turni di carattere regionale, in caso di qualificazione seguivano semifinali e finali su base nazionale, queste ultime concepite come atto conclusivo della manifestazione a cui accedevano due sole squadre.
Il secondo campionato si disputò a Torino dal 2 al 16 aprile 1899 e il Genoa conquistò nuovamente lo scudetto, fra accese contestazioni sull'operato degli arbitri seduti alle spalle dei portieri, il cui compito era stabilire se il pallone avesse o meno varcato completamente la linea di porta. All'epoca, infatti, non erano ancora state introdotte le reti a rinchiudere la porta in uno spazio ben definito, per cui stabilire se la palla avesse varcato la linea di porta passando tra i due pali o fosse finita fuori non era semplice, e l'operato dei giudici di porta chiamati ad aiutare l'arbitro ad assegnare i gol non era privo di errori. Di lì a pochi anni il direttore di gara, investito di maggiore autorità, avrebbe assunto anche le funzioni degli assistenti decretandone di fatto la scomparsa: l'introduzione delle reti, che impediscono quasi sempre ai palloni, una volta entrati in porta, di uscirne, contribuì certamente all'abolizione dei giudici di porta, riducendo la possibilità di errore.

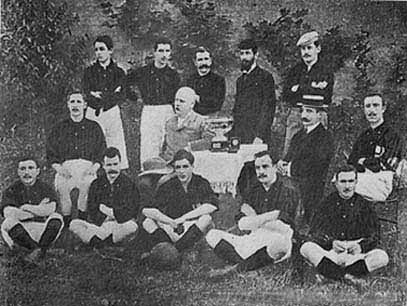
Il Milan vincitore dell'edizione 1901.

In questo periodo, visto l'esito delle amichevoli, solo tre regioni potevano schierare squadre in grado di combattersi piuttosto equilibratamente: il Piemonte, la Liguria e la Lombardia, mentre le formazioni delle altre regioni anche nelle amichevoli rimediavano quasi sempre pesanti sconfitte da squadre del Nord-Ovest anche non di primo piano. Il Genoa si confermò campione per la terza volta consecutiva, e la Coppa Duca degli Abruzzi non fu più assegnata.
A partire dal 1901 venne messo in palio un nuovo trofeo, la Coppa Fawcus. Fu il Milan, capitanato da Herbert Kilpin, la prima avversaria a riuscire a fermare la corsa degli assi genovesi, aggiudicandosi il titolo del 1901. I genoani, che nel frattempo adottarono quella che diverrà la loro classica casacca rossoblu, si rifecero vendicandosi dei rossoneri l'anno successivo, per poi ripetersi nel 1903. Nel 1904, anno in cui il Genoa conquistò definitivamente anche la Coppa Fawcus, fu istituito il torneo di Seconda Categoria, dedicato alle squadre riserve e alle formazioni provinciali, e il campionato italiano assunse la denominazione di Prima Categoria.

## Albo d'oro
| Stagione | Primo posto | Secondo posto         |
| 1898     | Genoa       | Internazionale Torino |
| 1899     | Genoa       | Internazionale Torino |
| 1900     | Genoa       | Torinese              |
| 1901     | Milan       | Genoa                 |
| 1902     | Genoa       | Milan                 |
| 1903     | Genoa       | Juventus              |